# Gilberto Carlos Nascimento
Gilberto Carlos Nascimento, besser bekannt als Betinho, (* 14. Juni 1966 in Ipiranga) ist ein ehemaliger brasilianischer Fußballspieler.

## Karriere

### Verein
Gilberto begann seine Karriere 1984 beim CA Juventus, bei welchem er vier Jahre lang unter Vertrag stand. 1988 wechselte er zum Topklub Cruzeiro EC nach Belo Horizonte, für die Betinho in zwei Jahren 36-mal zum Einsatz kam (sechs Tore). Im Jahr 1989 wechselte er zum Traditionsverein SE Palmeiras aus São Paulo, wo er für drei Jahre, von 1990 bis 1992, unter Vertrag stand. In seinem ersten Jahr beim Verein absolvierte er 20 Ligaspiele und konnte den Ball sechsmal ins Tor befördern. 1991 bestritt er 17 Ligaspiele und traf viermal ins Tor. In seinem letzten Jahr bestritt er 16 Ligaspiele und schoss insgesamt drei Treffer. 1992 kehrte er nochmal zu Cruzeiro EC zurück, ehe er ein Jahr später den Sprung ins Ausland wagte.
Nach acht Jahren in Brasilien wechselte er nach Fernost zum japanischen Verein Shonan Bellmare, wo er von 1993 bis 1996 unter Vertrag stand. In seinem ersten Jahr beim Verein absolvierte er 17 Ligaspiele und erzielte elf Treffer. Im Jahr vor der Umbenennung des Klubs bestritt er 37 Ligaspiele und konnte 24-mal ins Tor treffen. In den zwei Jahren absolvierte er außerdem sechs Spiele im Kaiserpokal und traf insgesamt dreimMal ins Tor. Außerdem stand er in sechs J.-League-Cup-Spielen auf dem Platz, ihm gelangen drei Tore. Nach der Umbenennung des Vereins absolvierte er 50 Ligaspiele und schoss 25-mal ins Tor. In seinem letzten Jahr beim Verein bestritt er 28 Ligaspiele und schoss dabei siebenmal ins Tor. Außerdem bestritt Betinho fünf Spiele im Kaiserpokal (zwei Tore). Im Jahr 1996 konnte er weitere 14 Spiele im Rahmen des J. League Cups vorweisen, in denen er einen Treffer erzielte.
Nach fünf Jahren in Japan ging Betinho in sein Heimatland zurück. Sein erster Verein nach seiner Rückkehr war der SC Internacional aus Porto Alegre, wo er für zwei Jahre einen Vertrag unterschrieb. 1998 kam er in 20 Ligapartien zum Einsatz und erzielte dabei drei Treffer. 1999 war Betinho für den Guarani FC aktiv, bei welchem er sieben torlose Ligaspiele bestritt.
Von 2000 bis 2003 war er außerdem noch bei den Vereinen São José EC, SE Gama (5 Spiele/1 Tor), EC Santo André, Ipatinga FC und AA Francana unter Vertrag, bis er letztendlich im Dezember 2003 seine aktive Karriere beendete.

### Nationalmannschaft
Im Jahr 1988 bestritt Betinho ein A-Länderspiel für die brasilianische Fußballnationalmannschaft gegen Belgien (2:0), welches jedoch sein einziges Länderspiel blieb.

## Auszeichnungen
- J. League Best XI: 1993, 1994